# 筒井頼子
筒井 頼子（つつい よりこ、1945年2月22日 - ）は日本の絵本作家。東京都板橋区生まれ。埼玉県立浦和西高等学校卒業。宮城県在住。

## 来歴
東京都で誕生後すぐ家族で秋田県に疎開し、終戦後もしばらく暮らして、小学校2年生のとき埼玉県に転居する。高校卒業後、コピーライター養成学校に通い、広告会社に勤務していた。
その後専業主婦になり、子育てをしながら1976年に最初の絵本『はじめてのおつかい』（「こどものとも」240号）を出版した。林明子が絵を、筒井が文を担当した本書はロングセラーとなっている。林とはこの後も共著の絵本を出版している。『はじめてのおつかい』や『あさえとちいさいいもうと』は3人の娘たちがモデルになっている。
外国語への翻訳も多く、『いもうとのにゅういん』（英語版Anna's Special Present）で、1989年のエズラ・ジャック・キーツ賞新人作家賞（New Writer Award）受賞。
ほかに、『いく子の町』『ひさしの村』、『雨はこびの来る沼』などの童話がある。

## 主な作品

### 共著
- 『はじめてのおつかい』（林明子絵）
- 『あさえとちいさいいもうと』（林明子絵）
- 『いもうとのにゅういん』（林明子絵）
- 『とん ことり』（林明子絵）
- 『おでかけのまえに』（林明子絵）
- 『おいていかないで』（林明子絵）
- 『ぼくがみつけた』（安西水丸絵）